# Taizō Deguchi
Taizō Deguchi (jap. 出口泰三 Taizō Deguchi) - japoński zapaśnik w stylu klasycznym. Srebrny medal na mistrzostwach Azji w 1987. Trzeci na super-mistrzostwach świata  w 1985. Dziesiąty w Grand Prix Niemiec w 1982 roku.